# Adhemarius crethon
Adhemarius crethon är en fjärilsart som beskrevs av Jean Baptiste Boisduval 1875. Adhemarius crethon ingår i släktet Adhemarius och familjen svärmare. Inga underarter finns listade i Catalogue of Life.